# Pierre Créange
Pour les articles homonymes, voir Créange.
Pierre Créange est un poète français de confession juive, né à Paris le 24 octobre 1901 et mort au camp de concentration d'Auschwitz en mars 1943.

## Biographie
Samuel Pierre Joseph Créange  dit Pierre Créange est né le 24 octobre 1901, dans le 8e arrondissement de Paris. Il est le fils de Moïse Créange, capitaine d’artillerie et de Jane Julie Level. Il épouse, le 3 novembre 1927, dans le  16e arrondissement de Paris, Raymonde Esther Cahen. Ils ont deux enfants : Françoise Créange, née en 1929 et Robert Créange, né en 1931.  Ils habitent de 1935 à 1942, au 4 bis rue Anna Jacquin à Boulogne-Billancourt.

### Avant la Guerre
Il publie avant guerre quatre recueils de poésies ainsi qu'un livre en prose, "Epitres aux Juifs".
Il s'interroge en 1925 dans la Revue juive de Lorraine, s'il y a un antagonisme entre les Juifs français et les « Pollacks ».
Militant de la SFIO, il était membre de la Ligue contre le racisme et l'antisémitisme (LICA) et de la Ligue des Droits de l'Homme. Il avait créé l'Université Henri Barbusse, première Université populaire.

### Seconde Guerre mondiale
Au recensement des Juifs de novembre 1940, la famille Créange habite Préfailles (Loire-Inférieure), Villa Marouf, 4, rue Joseph Laraison. C'est leur maison de vacances familiales, acquise à la promulgation des premiers congés payés, mais indique comme résidence permanente : 4, rue Buzenval à Boulogne-Billancourt. Recherchée par la police, elle décide de passer, après la Rafle du Vélodrome d'Hiver, du 16 juillet 1942, avec le père de Raymonde Cahen,, la ligne de démarcation pour atteindre la zone libre, le 13 août 1942. Malheureusement les Créange tombent sur un passeur qui se faisait payer par les réfugiés d'un côté et par les nazis de l'autre. Robert, 11 ans, et sa sœur, 13 ans, prétendent ne pas être avec leurs parents, ces derniers se taisent, pour les sauver. Les Créange sont embarqués. Les deux petits passent. Pierre et Raymonde Créange sont déportés à Auschwitz le 18 septembre 1942 par le convoi no 34 au départ du Camp de Drancy,,,.
Leur dernière adresse est à La Rochefoucauld (Charente).

## Œuvres
Poèmes :
- Le Chemin éternel, préface de Gustave Kahn, Albert Messein éditeur, 1925
- Le Paria au manteau de soleil, idem, 1928
- Vers les pays qui ne sont pas, idem, 1932
- Appels dans la nuit, idem, 1937

Prose
- Épîtres aux Juifs, idem, 1937

## Hommage
Une plaque commémorative pour Pierre et Raymonde Créange est inaugurée en mai 2011, au 4 bis, rue Anna-Jacquin (anciennement rue Buzenval), à Boulogne-Billancourt.

## Pour approfondir